# Tempest (Bob Dylan)
Tempest è il trentacinquesimo album in studio del cantautore statunitense Bob Dylan, pubblicato dalla Columbia Records tra il 10 settembre e l'11 settembre 2012 .

## Il disco
Prodotto dallo stesso Dylan con lo pseudonimo di Jack Frost, già utilizzato nei precedenti album (Love and Theft, Modern Times, Together Through Life), Tempest è stato annunciato il 27 luglio 2012 tramite un comunicato sul sito ufficiale del cantautore.
La title track Tempest è una lunga ballata – quasi quattordici minuti – sulla storia e l'affondamento del Titanic, contenente riferimenti al film del 1997 di James Cameron; Roll On John, traccia conclusiva dell'album, è un tributo all'amico John Lennon.
Il titolo dell'album venne inizialmente inteso da alcuni come un chiaro riferimento all'ultima opera di William Shakespeare, La tempesta. Ciò è stato presto smentito da Dylan, che ha rimarcato la differenza tra The Tempest e Tempest, aggiungendo: «Sono due titoli diversi».
L'album è stato pubblicato il 10 settembre nel Regno Unito, l'11 settembre negli Stati Uniti e nel resto d'Europa; l'album Love and Theft era stato pubblicato il medesimo giorno del 2001.

### Singoli
Il 28 agosto è stato estratto il singolo Duquesne Whistle accompagnato dal video musicale diretto da Nash Edgerton.

## Tracce
Tutte le tracce sono di Bob Dylan, eccetto Duquesne Whistle, il cui testo è opera di Dylan in collaborazione con Robert Hunter.
1. Duquesne Whistle – 5:43
2. Soon After Midnight – 3:27
3. Narrow Way – 7:28
4. Long and Wasted Years – 3:46
5. Pay in Blood – 5:09
6. Scarlet Town – 7:17
7. Early Roman Kings – 5:14
8. Tin Angel – 9:05
9. Tempest – 13:54
10. Roll On John – 7:25

## Formazione
- Bob Dylan – chitarra, piano, voce
- Tony Garnier – basso
- George G. Receli – batteria
- Donnie Herron – steel guitar, banjo, violino, mandolino
- Charlie Sexton – chitarra
- Stu Kimball – chitarra
- David Hidalgo – chitarra, fisarmonica, violino